# Andreas Johansson
Andreas Johansson (Vänersborg, 5 juli 1978) is een Zweedse voetballer. Hij begon zijn carrière bij de kleine Zweedse club Melleruds IF. Na voor Zweedse topclubs gespeeld te hebben, maakte hij in 2005 de overstap naar het Engelse Wigan Athletic. Tegenwoordig speelt Johansson bij Odense BK uit Denemarken. Alhoewel de Zweeds als middenvelder en als aanvaller goed uit de voeten kan, speelt hij meestal op het middenveld.

## Melleruds IF
Andreas Johansson begon zijn voetbalcarrière bij Melleruds IF. Bij deze kleine club uit Mellerud, een dorp vlak bij de geboorteplaats van Johansson, Vänersborg, mocht hij zich in het seizoen 1993 voor het eerst melden bij het eerste elftal. Met Melleruds speelde hij in de lagere divisies van het Zweeds voetbal. Drie seizoenen zou de Zweed bij de club spelen. Vooral in zijn laatste seizoen bij Melleruds IF, het jaar 1995, maakte Andreas Johansson veel indruk. Toen scoorde hij namelijk tien keer. Dit was reden voor een club uit de Allsvenskan, het hoogste niveau van het Zweedse clubvoetbal, om hem over te nemen. Voor Melleruds IF speelde Andreas Johansson in totaal 38 wedstrijden. In deze duels kwam hij elf keer tot scoren.

## Degerfors IF
Aan zijn goede spel bij Melleruds IF had Andreas Johansson voor aanvang van het seizoen 1996 de transfer naar Degerfors IF te danken. Hij was toen zeventien jaar. Bij Degersfors groeide de middenvelder al snel uit tot een basisspeler. In zijn eerste seizoen eindigde hij met de club nog in de middenmoot van de Allsvenkan. Het tweede seizoen verliep echter minder fortuinlijk. Met Degersfors eindigde hij in 1997 namelijk als dertiende, waardoor Degerfors samen met Västerås SK en Ljungskile SK degradeerde naar de Superettan. In het seizoen 1998 ging het niet veel beter met Degerfors. Het eindigde slechts in de middenmoot van de tweede divisie van het Zweeds voetbal en Andreas Johansson was een van de spelers die het moest vergelden. Van basisspeler werd hij wisselspeler, waarna hij aan het einde van het seizoen 1998 besloot de club te verlaten. Voor Degerfors IF speelde de middenvelder 46 wedstrijden. Daarin scoorde Johansson tien keer.

## AIK en Djurgårdens IF
Na zijn teleurstellende laatste seizoen bij Degerfors IF maakte Andreas Johansson de opmerkelijke overstap naar AIK Fotboll, een Zweedse topclub. Net als in dat laatste seizoen bij Degerfors viel Johansson ook bij AIK echter tegen. Van de slechts twaalf wedstrijden die Johansson voor AIK dat seizoen zou spelen, werd hij vijf keer gebruikt als wisselspeler. Daarom maakte de middenvelder in 2000 de overstap naar Djurgårdens IF. Daar kreeg hij het nummer 10-shirt toegewezen. Bij Djurgårdens maakte Johansson zowel persoonlijk zijn meest succesvolle tijd mee als voor de club. Hij groeide al snel uit als de vaste aanvallende middenvelder van de club en mocht zich dankzij zijn goede spel in 2002 voor het eerst melden bij het nationale elftal van Zweden. Met spelers als Andreas Isaksson en Kim Källström in het team werd hij zowel in 2002 als in 2003 kampioen van Zweden. In 2003 hielp de Nederlander Geert den Ouden daar flink aan mee door dertien keer te scoren. Naast de landskampioenschappen won Andreas Johansson met Djurgården in 2002 en 2004 ook de Beker van Zweden. In de winterstop van het seizoen 2004/2005 maakte hij de overstap naar een buitenlandse club. Voor Djurgården speelde Johansson in totaal 124 wedstrijden. 45 keer maakte hij daarin een doelpunt.

## Wigan Athletic
Wigan Athletic werd de eerste buitenlandse club voor Andreas Johansson waar hij kwam te spelen. In de winsterstop van het seizoen 2004/2005, toen het seizoen 2004 in Zweden afgelopen was, maakte hij de overstap van Djurgården naar Wigan, wat destijds nog speelde in de Football League Championship, het tweede niveau van het Engelse clubvoetbal. Zijn debuut voor de Engelsen maakte hij op 5 februari 2005 tegen Stoke City, waarin hij als wisselspeler voor Gary Teale op het veld kwam. Ondanks dat Wigan die wedstrijd met 1-0 verloor, promoveerde het aan het einde van dat seizoen wel naar de Premier League. Het aandeel van Johansson was daarin wel miniem. Wegens blessures kwam hij namelijk dat seizoen namelijk niet meer in actie. Ook de twee seizoen daarop kwam de Zweed niet volledig uit de verf bij Wigan. Hij werd vaak als wissel gebruikt en werd door veel fans gezien als een slechte aankoop. Desondanks mocht hij wel meespelen in de laatste wedstrijd die ooit gespeeld zou worden op Highbury, het vorige stadion van de Londense club Arsenal. Als wisselspeler kwam hij op het veld, maar zonder een bal te raken werd hij er alweer afgestuurd. Opnieuw dus geen succesvol optreden van Johansson voor Wigan. Hij tackelde namelijk binnen een paar seconden zijn landgenoot Fredrik Ljungberg, waardoor Arsenal een penalty kreeg. Deze werd benut door Thierry Henry, wat het laatste doelpunt ooit zou zijn op Highbury. Aan het einde van het seizoen 2006/2007 werd het contract van Andreas Johansson bij Wigan Athletic ontbonden. In zijn tijd voor The Latics speelde hij 29 competitiewedstrijden. Daarin maakte hij vier goals.

## Aalborg BK
Na zijn vertrek bij Wigan Athletic tekende Andreas Johansson al snel een contract bij het uit Denemarken afkomstige Aalborg BK. Zijn competitiedebuut voor AaB maakte hij op 25 juli 2007 tegen FC Kopenhagen, terwijl zijn eerste doelpunt voor Aalborg scoorde tegen Aarhus GF. Na tweede keus te zijn geweest bij Wigan, was Johansson bij Aalborg weer, net zoals bij Djurgårdens IF, basisspeler. Met de club won hij meteen in zijn eerste seizoen de SAS Ligaen, verrassend voor topfavorieten FC Kopenhagen en Brøndby IF. Door het landskampioenschap te veroveren, plaatste Johansson zich met Aalborg ook voor de tweede kwalificatieronde van de Champions League van het seizoen 2008/2009. Ook daarin wist hij met de club te verrassen. Na eerst het Bosnische FK Modriča uit te schakelen, werd in de derde voorronde ook het Litouwse FBK Kaunas uitgeschakeld. Hierdoor plaatste Aalborg zich voor de groepsfase van de hoogste Europese competitie. Daarin werden opvallende resultaten behaald, zoals gelijke spelen tegen Manchester United en Villarreal CF en zelfs een overwinning op het Schotse Celtic FC. Daardoor eindigde Andreas Johansson met AaB als derde in de poule. Zodoende werd kwalificatie voor de UEFA Cup de 1/16-finale veiliggesteld. Daarin werd het Spaanse Deportivo La Coruna verslagen, onder andere dankzij een doelpunt van Andreas Johansson. In de volgende ronde was echter het Engelse Manchester City na strafschoppen te sterk. Ondanks dat Johansson zijn penalty scoorde, misten namens Aalborg BK zowel Thomas Augustinussen als Luton Shelton.

## Interlandcarrière
Dankzij zijn goede spel bij Djurgårdens IF mocht Johansson zich in 2002 voor het eerst melden bij het nationale elftal van Zweden. Op 7 september van dat jaar maakte hij zijn debuut in de EK-kwalificatiewedstrijd tegen Letland. Hij trad in dat duel na 79 minuten aan als vervanger van Magnus Svensson (Halmstads BK). Johansson werd echter niet meegenomen naar zowel EURO 2004 en EURO 2008 als het WK 2006. Toch speelde hij in die jaren wel de nodige interlands mee.

## Erelijst
- Vice-kampioen Allsvenskan: 1999 (AIK), 2001 (Djurgårdens IF)
- Superettan: 2000 (Djurgårdens IF)
- Allsvenskan: 2002, 2003 (Djurgårdens IF)
- Beker van Zweden: 2002, 2004 (Djurgårdens IF)
- SAS Ligaen: 2008 (Aalborg BK)
- Vice-kampioen Beker van Denemarken: 2009 (Aalborg BK)